# Rușii din Kazahstan
A existat o populație substanțială încă din secolul al XIX-lea de kazahi ruși, care sunt etnici ruși care trăiesc ca cetățeni în Kazahstan. Rușii au format o pluralitate a populației RSS Kazahă timp de câteva decenii. Deși numărul lor a scăzut de la destrămarea Uniunii Sovietice, ei rămân proeminenți în societatea kazahă de astăzi.

## Colonizarea timpurie
Primii negustori și soldați ruși au început să apară la marginea nord-vestică a teritoriului Kazahstanului modern la începutul secolului al XVI-lea, când cazacii au stabilit forturile care mai târziu au devenit orașele Oral (Ural'sk, fondat în 1520) și Atîrau (Gur'yev). Cazacii din Ural, Siberia și mai târziu Orenburg s-au stabilit treptat în părți din nordul Kazahstanului. În anii 1710 și 1720, cazacii siberieni au fondat Óskemen (Ust-Kamennaya), Semeı (Semipalatinsk) și Pavlodar (Fort Koryakovskiy) ca forturi de frontieră și puncte comerciale.
Autoritățile imperiale ruse au urmat și au reușit să ocupe teritoriul kazah deoarece hanatele locale erau preocupate de un război cu calmucii (oirații, dzhungarii). Kazahii erau din ce în ce mai mult prinși la mijloc între calmîci și ruși. În 1730, Abul Khayr, unul dintre hanii Hoardei Mici, a cerut asistență rusă împotriva calmucilor mai puternici, iar rușii, în schimbul ajutorului, au obținut controlul permanent asupra Hoardei Mici ca urmare a deciziei sale. Rușii au cucerit Hoarda Mijlocie până în 1798, dar Hoarda Mare a reușit să rămână independentă până în anii 1820, când extinderea Hanatului Kokand la sud i-a forțat pe hanii Hoardei Mari să aleagă protecția rusă, care li se părea răul cel mai mic dintre două. În 1824, cazacii siberieni din Omsk au fondat o cetate pe cursul superior al râului Ișim, numită Akmolinsk, cunoscută astăzi sub numele de Astana, capitala Kazahstanului. În același an au fondat fortul Kókshetaú.

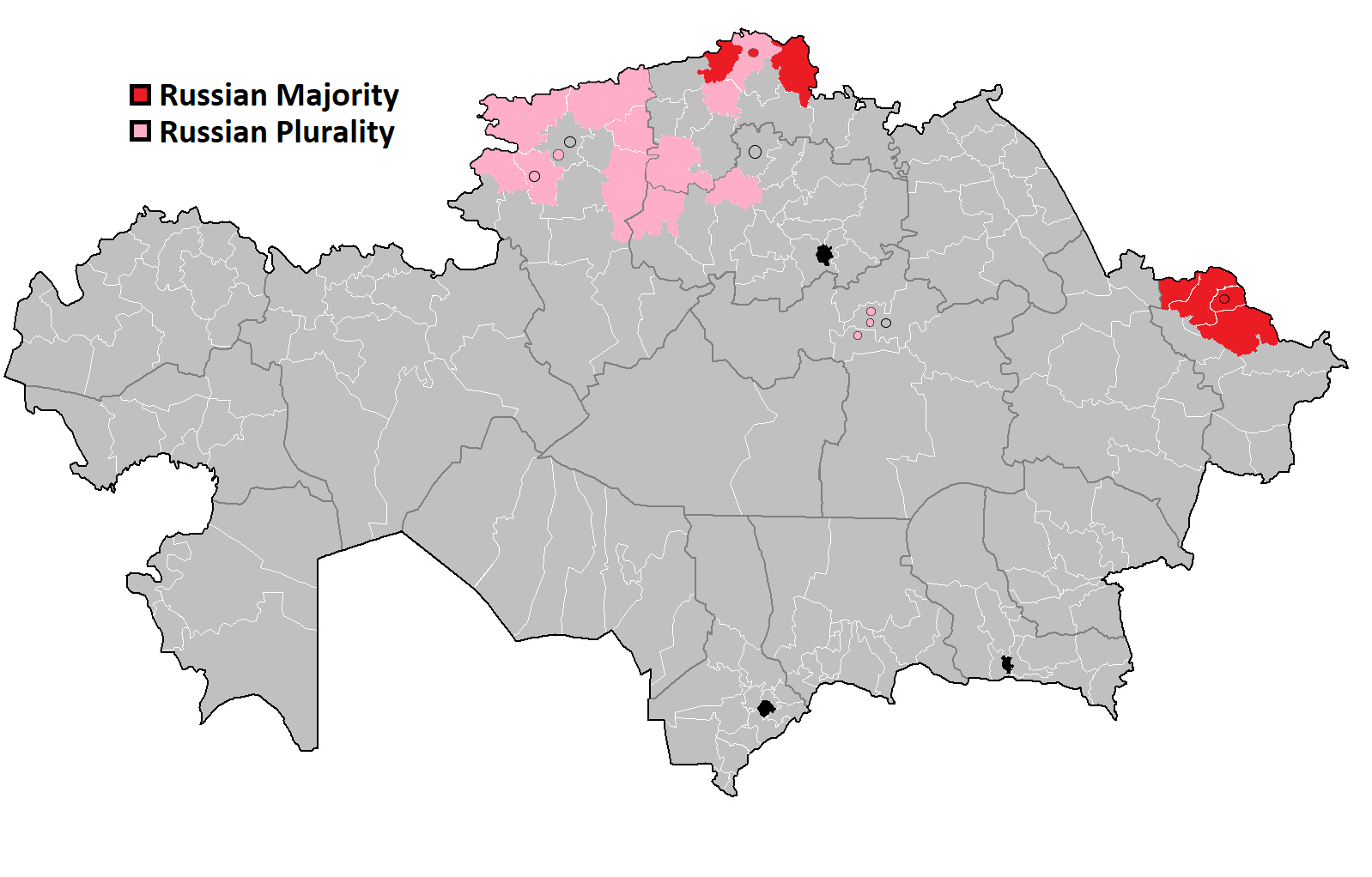
Districtele Kazahstanului în care rușii etnici reprezintă cel mai mare grup (date din 2024).

În anii 1850, a început construcția de forturi rusești în sudul Kazahstanului, inclusiv Fortul Șevcenko (Fortul Alexandrovski), Qyzylorda (Fortul Petrovski), Kazaly (Kazalinsk) și Almatî (Vernîi).
În 1863, Imperiul Rus a creat două districte administrative, Guvernoratele Generale din Asia Centrală a Turkestanului Rus (regiunea oazelor din sudul stepei kazahe și regiunea Zhetîsu/Semirecie) și cel al Stepei (Kazahstanul estic și nordic modern, incluzând teritoriile cazacilor siberieni și din Semirecie), cu capitala la Omsk. Nord-vestul Kazahstanului făcea la acea vreme parte din Gubernia Orenburg. Primul Guvernator General Gerasim Kolpakovski al regiunii Stepei (și toți succesorii săi viitori) a fost și ataman al cazacilor siberieni, simbolizând rolul important pe care l-au jucat cazacii în colonizarea rusă a teritoriilor kazahe. În 1869, coloniștii ruși au fondat orașul Aktobe (Aktyubinsk), iar în 1879, Qostanaı. În anii 1860, generalul Mihail Cerniaev a cucerit singurele orașe care existau în Kazahstan înainte de cucerirea rusă, Hazrat-e Turkestan, Taraz și Shymkent, care aparțineau Hanatului Kokand.
Creștinismul s-a răspândit în regiunea predominant musulmană odată cu coloniștii ruși: Biserica Ortodoxă Rusă a înființat un episcopat al Asiei Centrale în 1871, cu episcopul rezidând inițial în Vernîi și după 1916 în Tașkent.
În anii 1890, mulți coloniști ruși non-cazaci au migrat în ținuturile fertile din nordul și estul Kazahstanului. În 1906, a fost finalizată Calea Ferată Trans-Aral între Orenburg și Tașkent, facilitând și mai mult migrația rușilor și ucrainenilor în Asia Centrală.

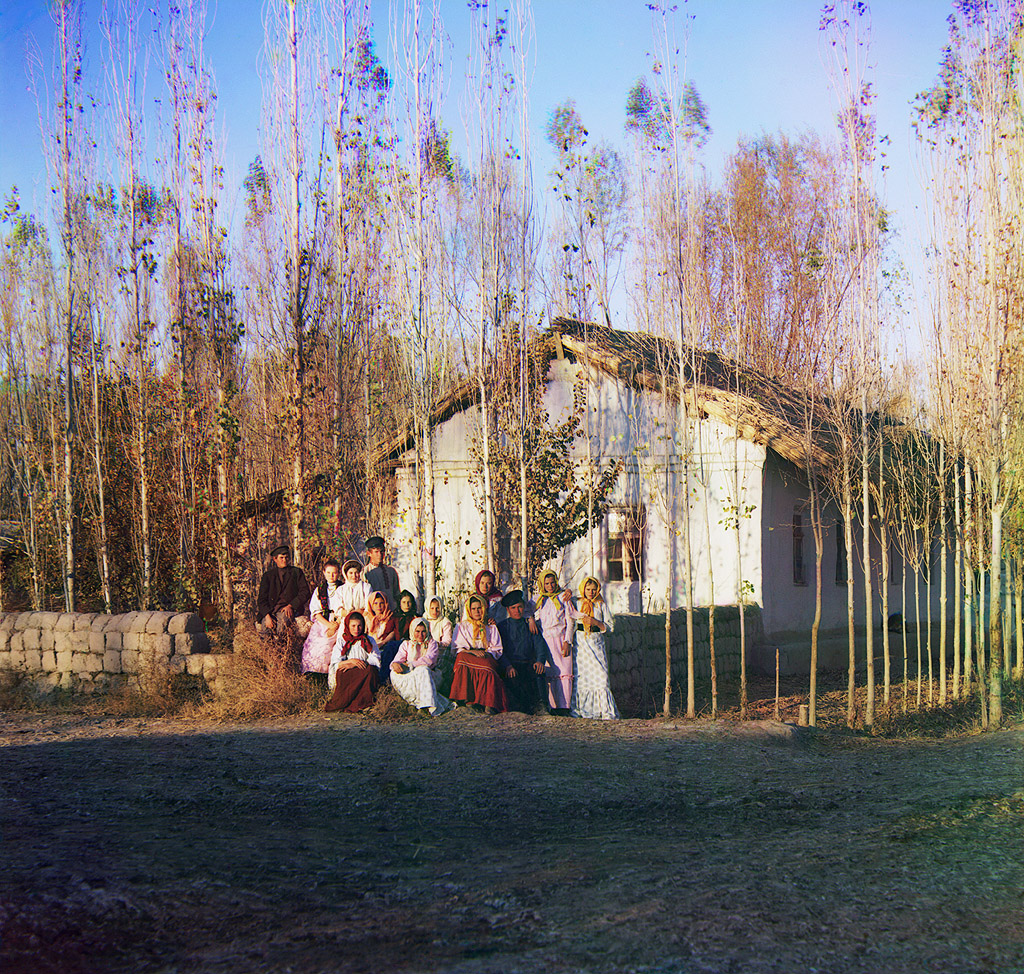
Coloniști ruși în Kazahstan, 1911. Serghei Prokudin-Gorski.

Între 1906 și 1912, peste jumătate de milion de ferme ucrainene și rusești au fost înființate în Kazahstan ca parte a reformelor ministrului rus de interne, Piotr Stolîpin. Până în 1917, în Kazahstan existau aproape un milion de slavi, aproximativ 30% din populația totală. Analiza datelor privind migranții sosiți în timpul reformei agrare a lui Stolîpin (1906-1912) pe teritoriul Kazahstanului arată că 83,1% dintre coloniști proveneau din Ucraina, restul provenind din regiunile sudice ale Rusiei (16,8%).

## Perioada sovietică
Rușii din Kazahstan, împreună cu alte grupuri etnice din regiune, au suferit greu în timpul Războiului Civil Rus și al Colectivizării din URSS și au îndurat foamete și tulburări repetate. În perioada 1918-1931, revolta Basmachi a afectat zonele din sudul RSS Kazahă, luând adesea forma unui conflict etnic între fermierii ruși și ucraineni și nomazii musulmani nativi. Se crede că mii de coloniști ruși au fost uciși de kazahi în timpul violențelor, iar acest lucru a fost urmat de represalii la fel de sângeroase împotriva populației nomade de către Armata Roșie.
Republica Sovietică Socialistă Autonomă Kazahă a fost înființată ca parte a RSFSR - procesul nu a fost simplu și a inclus dispute teritoriale. La 26 august 1920, guvernul sovietic a emis un decret semnat de Mihail Kalinin și Vladimir Lenin "Cu privire la formarea Republicii Sovietice Socialiste Autonome Kirghize (Kazahă)" în cadrul RSFSR. Orașul Orenburg, cu o populație majoritar rusă, a devenit capitala Republicii Autonome Kazahă.
Când a venit vorba de formarea granițelor, au existat mulți oponenți ai includerii regiunilor Akmola, Semipalatinsk și Ural în RSSA Kazahă. Alții, dimpotrivă, cereau includerea teritoriilor regiunii Omsk, districtului Barnaul, regiunii Altai din Rusia și a unor părți din Asia Centrală în structura Kazahstanului. O notă a lui Ahmet Baitursînov și Muhamedejan Seralin a demonstrat în mod cuprinzător oportunitatea includerii regiunii Kostanai în Kazahstan. A fost necesar să se demonstreze necesitatea includerii regiunilor Akmola și Semipalatinsk. Oricât de straniu ar părea, aceste teritorii, natale pentru kazahi, aparțineau Siberiei de Vest. Astfel, în 1920, membrul Revcomului Alihan Ermekov s-a aflat la Moscova, la audiența liderului statului Vladimir Lenin. La Kremlin, el a prezentat un raport important intitulat "Cu privire la situația regiunii Kirghize în general și la problema granițelor în special". Datorită acestui document, autoritățile kazahe au reușit să apere regiunile Akmola, Semipalatinsk și Atîrau. Republica a inclus o fâșie lungă de 10 verste de-a lungul râurilor Ural și Irtîș, unde cazacii s-au stabilit în timpul expansiunii Rusiei țariste.
Mulți cetățeni sovietici europeni și o mare parte din industria Rusiei au fost relocați în Kazahstan în timpul celui de-al Doilea Război Mondial, când armatele naziste amenințau să captureze toate centrele industriale europene ale Uniunii Sovietice. Acești migranți au fondat orașe miniere care au crescut rapid, devenind centre industriale majore precum Karaganda (1934), Jezkazgan (1938), Temirtau (1945) și Ekıbastūz (1948). În 1955, a fost construit orașul Baikonur pentru a sprijini Cosmodromul Baikonur, care până în ziua de azi este administrat de Rusia.
Între anii 1953 și 1965, au sosit mult mai mulți ruși în timpul așa-numitei Campanii a Pământurilor Virgine a secretarului general sovietic Nikita Hrușciov. Și mai mulți coloniști au venit la sfârșitul anilor 1960 și 1970, când guvernul a plătit bonusuri muncitorilor care participau la un program de relocare a industriei sovietice în apropierea depozitelor extinse de cărbune, gaze și petrol din Asia Centrală. Până în 1979, numărul rușilor etnici din Kazahstan ajunsese la aproximativ 5.500.000, aproape 40% din populația totală.
În decembrie 1986, secretarul general sovietic Mihail Gorbaciov l-a numit pe Ghenadi Kolbin, fără legături cu republica, ca prim secretar al Comitetului Central al Partidului Comunist din RSS Kazahă, rupând cu tradiția dominației etnice kazahe în administrația locală. În urma mai multor incidente de tulburări etnice în 1989, Kolbin a fost înlocuit de Nursultan Nazarbaev, care, după destrămarea Uniunii Sovietice, a devenit președintele Kazahstanului independent.
Conform recensământului sovietic din 1989, 66% dintre rușii care locuiau în Kazahstan se născuseră acolo, cea mai mare proporție dintre toate republicile sovietice, cu excepția RSFSR. 37% dintre rușii care se născuseră în altă parte locuiseră în RSS Kazahă timp de cel puțin 20 de ani.

## Perioada post-sovietică

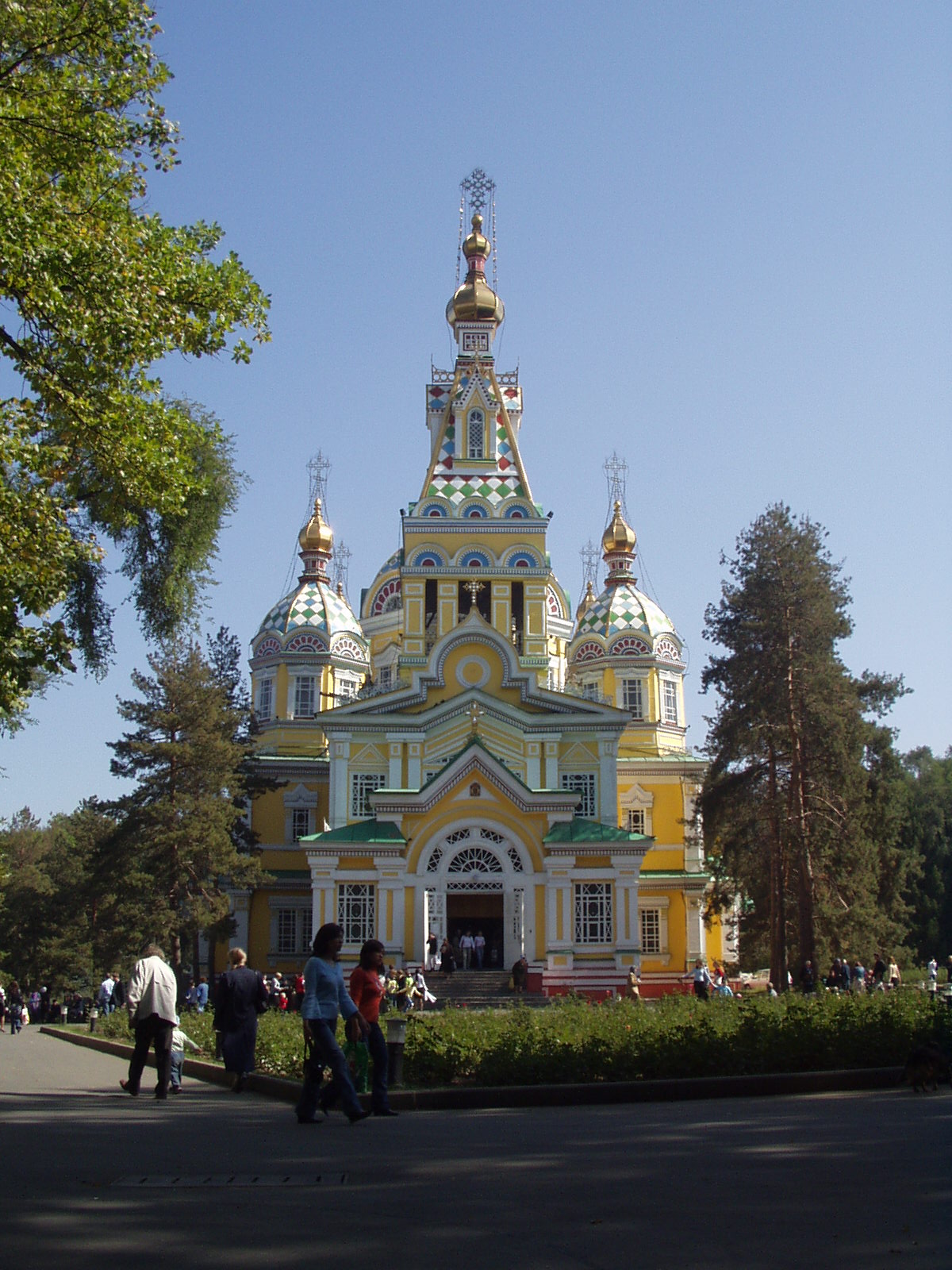
Biserica ortodoxă rusă din Almatî, construită în secolul al XIX-lea, este a doua cea mai înaltă clădire din lemn din lume.

În 2024, populația totală a rușilor etnici din Kazahstan număra până la trei milioane de persoane. Deși Nazarbaev este în general creditat cu menținerea pașnică a delicatului echilibru interetnic din Kazahstan, sute de mii de ruși au părăsit Kazahstanul în anii 1990 din cauza lipsei percepute de oportunități economice. O serie de factori au contribuit la această situație. După independența față de Uniunea Sovietică, guvernul kazah a adoptat o politică de dezvoltare a limbii de stat care urmărea să afirme natura etnic kazahă a țării și să promoveze limba și cultura kazahă. Un aspect al acestei politici a fost decizia guvernului de a defini Kazahstanul ca stat național al poporului etnic kazah în prima constituție a țării din 1993 și din nou în a doua constituție din 1995.
În 1994, Kazahstanul a organizat primele alegeri parlamentare de la independență. În aceste alegeri, candidații kazahi au câștigat un număr disproporționat de locuri în comparație cu candidații ruși, raportat la structura demografică a țării la acel moment. Observatorii au atribuit suprareprezentarea politicienilor kazahi manipulării electorale efectuate de guvern, în principal prin gerrymandering (redesenarea circumscripțiilor electorale în favoarea unui anumit grup). Mulți ruși au interpretat acest lucru ca pe o încercare de a promova dominația kazahă asupra statului în detrimentul influenței rusești.
Un factor major care a contribuit la alienarea rușilor și la creșterea tensiunilor interetnice în Kazahstanul post-sovietic a fost politica lingvistică a guvernului. După independență, guvernul a adoptat kazaha ca limbă oficială a țării. Rusa a fost desemnată ca limbă de comunicare interetnică, dar nu i s-a acordat statut oficial. De-a lungul anilor 1990, guvernul a impus predarea limbii kazahe în școli și a introdus cerințe de fluență în limba kazahă pentru toate locurile de muncă din sectorul public. Mulți ruși s-au opus acestor măsuri și au pledat pentru un bilingvism oficial, care le-a fost refuzat.
Politica lingvistică a guvernului a părut multor ruși inechitabilă, parțial pentru că, la momentul independenței, rusa era limba de facto de comunicare în guvern și în afaceri. Majoritatea kazahilor vorbeau deja fluent rusa, în timp ce foarte puțini ruși vorbeau fluent kazaha. Această politică a avut efectul de a exclude marea majoritate a vorbitorilor de limbă rusă de la unele dintre cele mai râvnite ocupații profesionale. Aceste diverse evoluții au contribuit la un sentiment crescând de marginalizare și excludere în rândul rușilor din Kazahstan. Mulți ruși au simțit că oportunitățile pentru ei și copiii lor în țară erau limitate, ca urmare a noilor politici lingvistice și educaționale ale guvernului. Acestea și alte nemulțumiri au fost cauze majore ale emigrării masive a rușilor din Kazahstan care a avut loc în anii 1990.

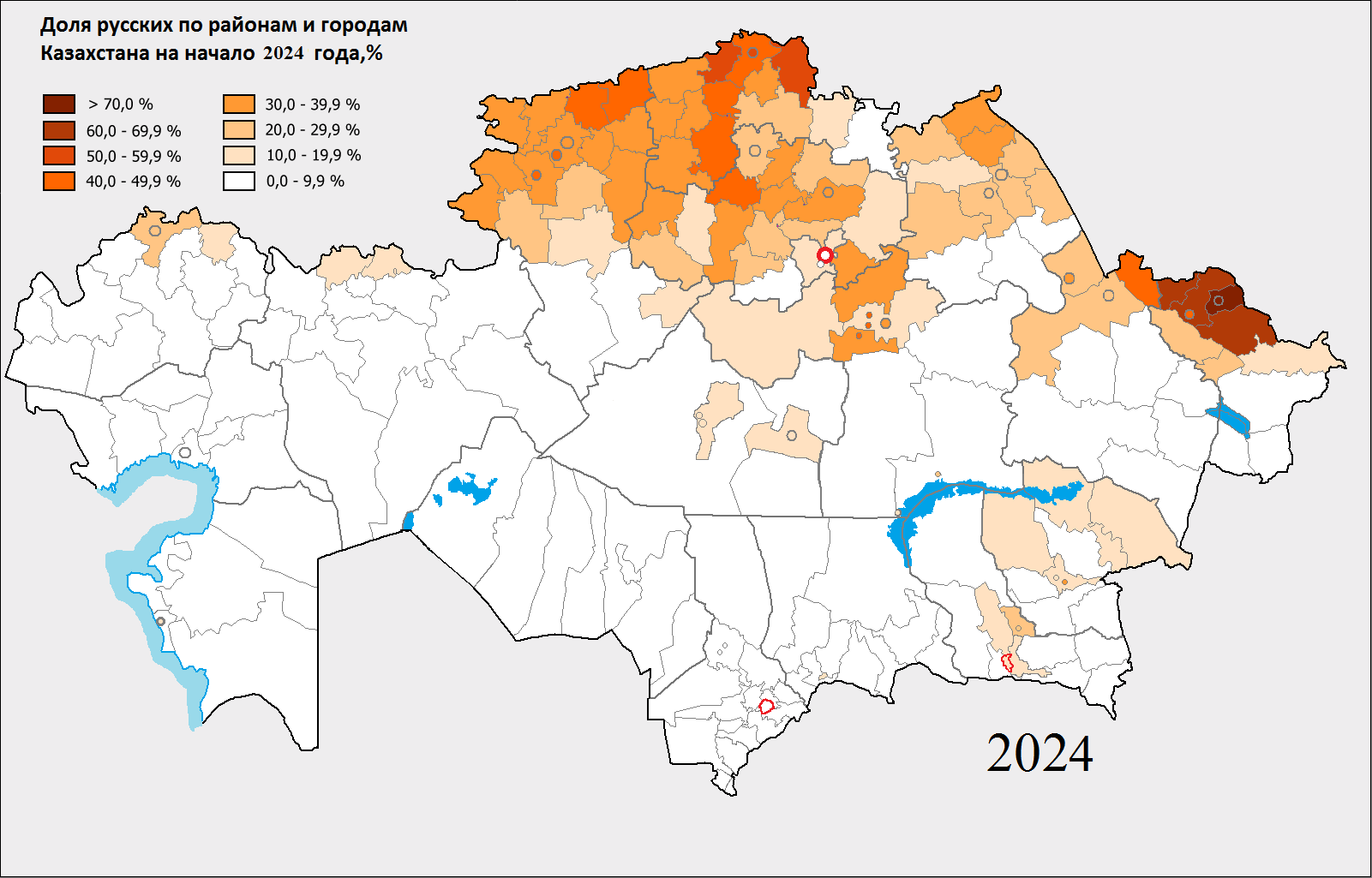
Ponderea rușilor pe districte și orașe cu subordonare regională și republicană în Kazahstan în 2021.

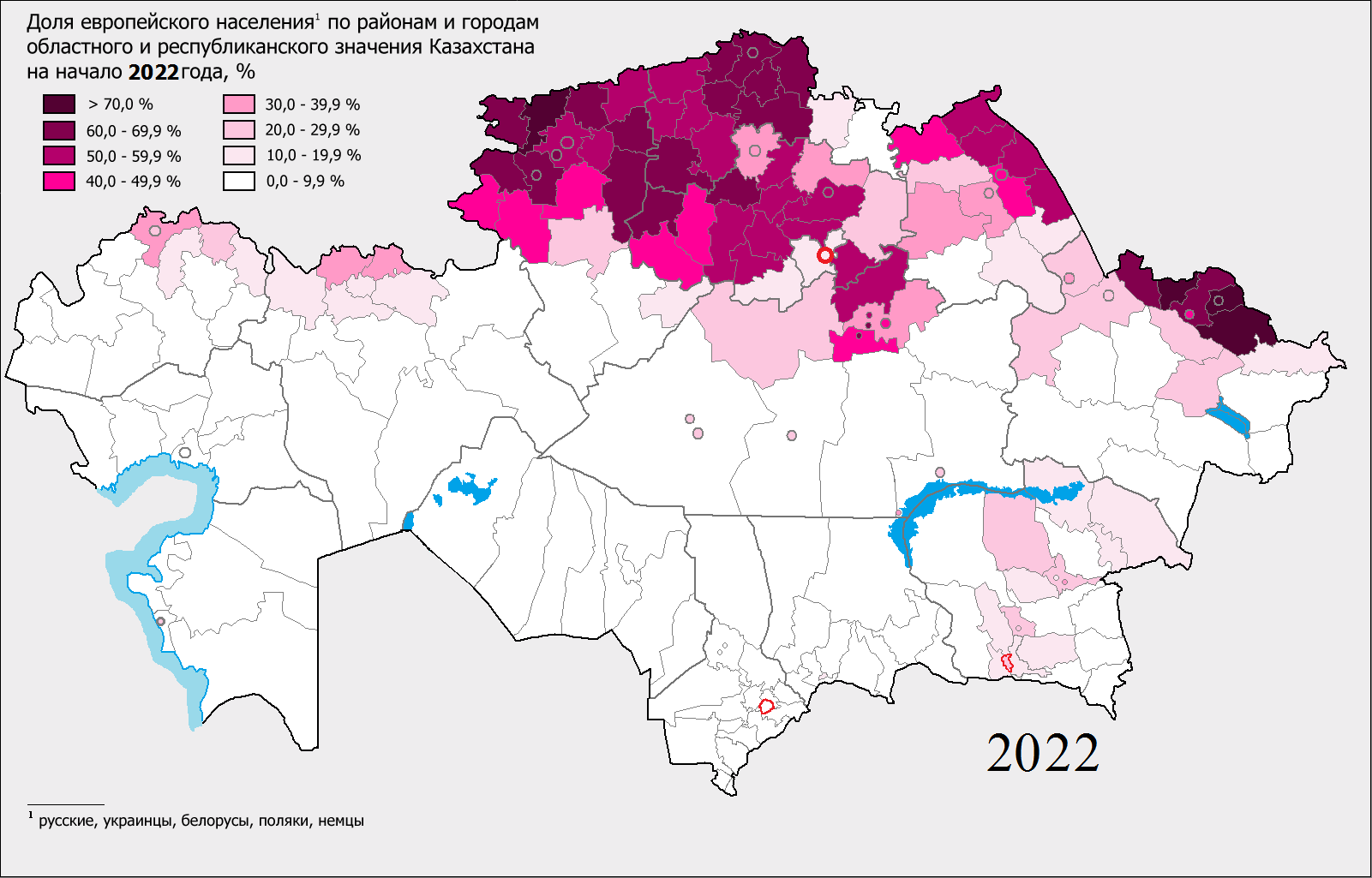
Ponderea europenilor pe districte și orașe cu subordonare regională și republicană în Kazahstan în 2022 (în principal ruși)

Până în 1999, numărul rușilor din Kazahstan a scăzut la 4.479.618 de persoane, aproximativ 30% din populația Kazahstanului. Emigrația din Kazahstan a atins apogeul în 1994, când 344.112 de persoane au emigrat din Kazahstan în Rusia. De atunci, a scăzut constant, probabil pentru că cei mai dornici să plece sau cei cu resursele necesare au făcut-o deja. La începutul președinției sale în 2000, Vladimir Putin s-a întâlnit cu liderii comunității ruse din Kazahstan, care i-au explicat situația cu care se confruntau în țară. Această întâlnire a dus la propunerea unei plecări masive a restului rușilor din Kazahstan. S-a sugerat că acești migranți ar revitaliza zonele depopulate din Rusia centrală și ar oferi o contrapondere declinului demografic al rușilor în cadrul Federației Ruse.
Cu toate acestea, sprijinul pentru această idee s-a evaporat între timp, iar guvernul rus nu a furnizat resursele necesare pentru o repatriere masivă. Majoritatea rușilor care au emigrat din Kazahstan erau ruși născuți în Rusia, care se mutaseră în Kazahstan mai târziu în viață, în principal din motive profesionale. Majoritatea acestui grup locuia în zone urbane și tindea să fie mai bine educată. În contrast, rușii care s-au născut în țară și ale căror familii au trăit în Kazahstan timp de două-trei generații erau mult mai puțin probabil să emigreze. Acest grup este concentrat în regiunile rurale, în special în partea de nord a țării. În anii 1990, acest grup reprezenta două treimi din populația rusă a Kazahstanului, dar doar o treime dintre migranții care au părăsit țara. Până în 2002, ponderea rușilor în Kazahstan a scăzut la 23,7% din populația totală a țării (sau 3.793.764 de persoane).
Rușii sunt încă un grup socio-politic influent în Kazahstan și rămân activi în viața publică, militară, culturală și economică a țării. Deși limba kazahă este limba de stat, rusa este acum folosită oficial ca limbă egală cu kazaha în instituțiile publice din Kazahstan. Kazahstanul face, de asemenea, parte din Uniunea Economică Eurasiatică alături de Rusia. După invazia rusă a Ucrainei, zeci și sute de mii de imigranți ruși care intenționau să evite mobilizarea rusă din 2022 au fugit în Kazahstan datorită unei frontiere relativ deschise și a puține restricții de călătorie. Se estimează că numărul rușilor care s-au relocalizat în Kazahstan este de până la 930.000.

## Număr și pondere
În prezent, cel mai recent număr al cetățenilor kazahi de etnie rusă dintr-o sursă fiabilă se ridică la 3.500.000 de persoane, sau 17,5% din populația totală a Kazahstanului, cifră înregistrată în 2022.

### Recensăminte
Numărul și ponderea rușilor conform recensămintelor de-a lungul anilor, pe regiuni:
| Regiune                 | 1970      | 1979      | 1989      | 1999      | 2009      | Regiune                 | 1970 (%) | 1979 (%) | 1989 (%) | 1999 (%) | 2009 (%) |
| ----------------------- | --------- | --------- | --------- | --------- | --------- | ----------------------- | -------- | -------- | -------- | -------- | -------- |
| Kazahstan               | 5.521.917 | 5.991.205 | 6.062.019 | 4.479.620 | 3.793.764 | Kazahstan               | 42,43    | 40,78    | 37,42    | 29,95    | 23,69    |
| Regiunea Akmola         | 424.421   | 442.506   | 459.348   | 329.454   | 264.011   | Regiunea Akmola         | 44,22    | 44,47    | 43,15    | 39,39    | 35,79    |
| Regiunea Aktobe         | 145.218   | 158.298   | 173.281   | 114.416   | 103.069   | Regiunea Aktobe         | 26,37    | 25,11    | 23,65    | 16,76    | 13,60    |
| Almaty                  | 530.931   | 612.783   | 615.365   | 510.366   | 452.947   | Almaty                  | 68,28    | 64,04    | 57,40    | 45,19    | 33,16    |
| Regiunea Almaty         | 481.944   | 514.011   | 518.315   | 339.984   | 306.383   | Regiunea Almaty         | 37,87    | 35,36    | 31,54    | 21,81    | 16,94    |
| Regiunea Atyrau         | 76.316    | 67.957    | 63.673    | 38.013    | 33.617    | Regiunea Atyrau         | 22,42    | 18,18    | 14,99    | 8,63     | 6,58     |
| Regiunea Est Kazahstan  | 881.608   | 899.047   | 914.424   | 694.705   | 561.183   | Regiunea Est Kazahstan  | 56,37    | 54,24    | 50,87    | 45,37    | 40,18    |
| Regiunea Jambyl         | 256.267   | 282.403   | 275.424   | 179.258   | 122.612   | Regiunea Jambyl         | 32,34    | 30,36    | 26,51    | 18,12    | 11,99    |
| Regiunea Karaganda      | 788.777   | 859.363   | 817.900   | 614.416   | 529.961   | Regiunea Karaganda      | 50,54    | 50,16    | 46,85    | 43,56    | 39,49    |
| Regiunea Kostanay       | 432.109   | 483.260   | 535.100   | 430.242   | 380.599   | Regiunea Kostanay       | 42,93    | 44,37    | 43,72    | 42,27    | 42,97    |
| Regiunea Kyzylorda      | 91.797    | 86.084    | 37.960    | 17.155    | 16.146    | Regiunea Kyzylorda      | 18,56    | 15,31    | 6,60     | 2,87     | 2,37     |
| Regiunea Mangystau      | 60.008    | 99.923    | 106.801   | 46.630    | 39.851    | Regiunea Mangystau      | 37,68    | 40,15    | 32,93    | 14,81    | 8,21     |
| Regiunea Nord Kazahstan | 458.783   | 463.114   | 469.636   | 361.461   | 300.849   | Regiunea Nord Kazahstan | 52,43    | 52,36    | 51,49    | 49,78    | 50,43    |
| Astana                  | 104.010   | 133.432   | 152.147   | 129.480   | 122.215   | Astana                  | 57,36    | 67,93    | 54,09    | 40,54    | 19,93    |
| Regiunea Pavlodar       | 310.004   | 370.916   | 427.658   | 337.924   | 287.970   | Regiunea Pavlodar       | 44,41    | 45,94    | 45,38    | 41,87    | 38,78    |
| Regiunea Turkistan      | 282.553   | 300.365   | 278.473   | 162.098   | 136.538   | Regiunea Turkistan      | 21,91    | 19,14    | 15,27    | 8,19     | 5,52     |
| Regiunea Vest Kazahstan | 197.171   | 217.743   | 216.514   | 174.018   | 135.813   | Regiunea Vest Kazahstan | 38,42    | 37,18    | 34,39    | 28,21    | 22,60    |